# Haku (Népal)
Pour les articles homonymes, voir Haku.
Haku (en népalais : हाकू) est un comité de développement villageois du Népal situé dans le district de Rasuwa. Au recensement de 2011, il comptait 2 169 habitants.